# Algimantas Nasvytis

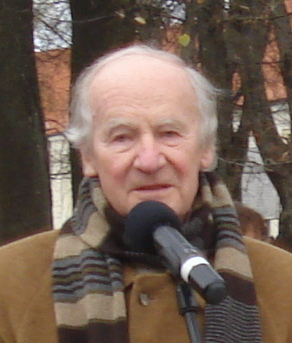
Imagem de Algimantas Nasvytis.

Algimantas Nasvytis (Kaunas, 8 de abril de 1928 - 27 de julho de 2018) foi um arquiteto  lituano. Ele foi ativo no movimento pró-independência Sąjūdis e serviu como Ministro de Construção e Desenvolvimento Urbano nos primeiros quatro gabinetes da Lituânia depois que a Lituânia declarou independência da União Soviética.
Em 1946 Nasvytis se matriculou no Instituto de Arte do Estado da Lituânia (hoje Academia de Artes de Vilnius). Em 1978 Algimantas começou a ensinar na Universidade Técnica de Vilnius Gediminas e em 1993 ganhou o título de professor. De 1993 a 1996 foi presidente da União dos Arquitetos da Lituânia.